# 김형환
김형환(金亨奐, 1986년 8월 26일 ~ )은 대한민국의 바둑 기사이다.

## 약력
권갑용 바둑 도장 출신으로 안산 원일중학교 시절 학업을 중단하고2001년 세계청소년대회 시니어부에서 우승했고 2002년 제93회 연구생 입단대회를 통해 입단했다. 2008년 2009년 제13회 LG배 세계기왕전 본선 16강과 2011년 제7기 원익배 십단전 본선에 진출했다. 2012년 6단을 거쳐 2014년 6월에 7단 그리고 2018년 12월에 8단으로 각각 승단하였다.